# Stefano Burbi
Stefano Burbi (Firenze, 11 novembre 1957) è un compositore e direttore d'orchestra italiano.
È Direttore Stabile dell'Orchestra dei Filarmonici di Firenze e Composer in residence per la Canadian Chamber Academy di Toronto.
È autore di numerosi brani di musica sinfonica, musica sacra e da musica da camera nonché di varie colonne sonore.

## Biografia
Nel 1984 fonda l'Orchestra ed il Coro Amadeus e dal 1984 al 1992 dirige numerosi concerti sotto l'egida del Comune di Firenze, sempre apprezzati dal pubblico e dalla critica, ed è direttore ospite di numerose altre orchestre, fra cui l'Orchestra Antonio Vivaldi. Nel 1986 compone la Messa da Requiem in ricordo del Maestro Abussi, spalla dell'Orchestra del Maggio Musicale Fiorentino e la Messa da Requiem in ricordo del Professor Ludovico Zorzi.
Nel 1992 viene chiamato a dirigere la Toronto Academy Orchestra ed è direttore ospite della Canadian Chamber Academy, i cui musicisti lo eleggono "composer in residence". Nel 1993 compone l'Adagio per violino, viola ed archi dedicato alle vittime e all'attentato di via dei Georgofili a Firenze, che viene eseguito in diretta televisiva in Canada dalla Toronto Academy Orchestra, sotto la sua direzione.
Nel 1994 gli viene commissionata la colonna sonora per un documentario sulla figura del pittore Pietro Annigoni, "Annigoni: Portrait of an Artist" ("Annigoni: Ritratto di un Artista"). Lo stesso anno fa ritorno a Firenze ove fonda l'Orchestra Nova Harmonia e si dedica alla sua seconda passione, la poesia, pubblicando nel 2006 una raccolta di poesie, Frammenti di eterno.
Dal 2007 è direttore stabile dell'Orchestra dei Filarmonici di Firenze e dal 2007 al 2011 è stato Presidente e Direttore Artistico della sede fiorentina dell'Associazione Mozart Italia. Ha diretto molte importanti orchestre in Italia ed all'estero, fra cui l'Orchestra della Nuova Camerata Italiana e la Toronto Academy Orchestra. Il suo repertorio come direttore d'orchestra spazia dai grandi classici ai moderni.

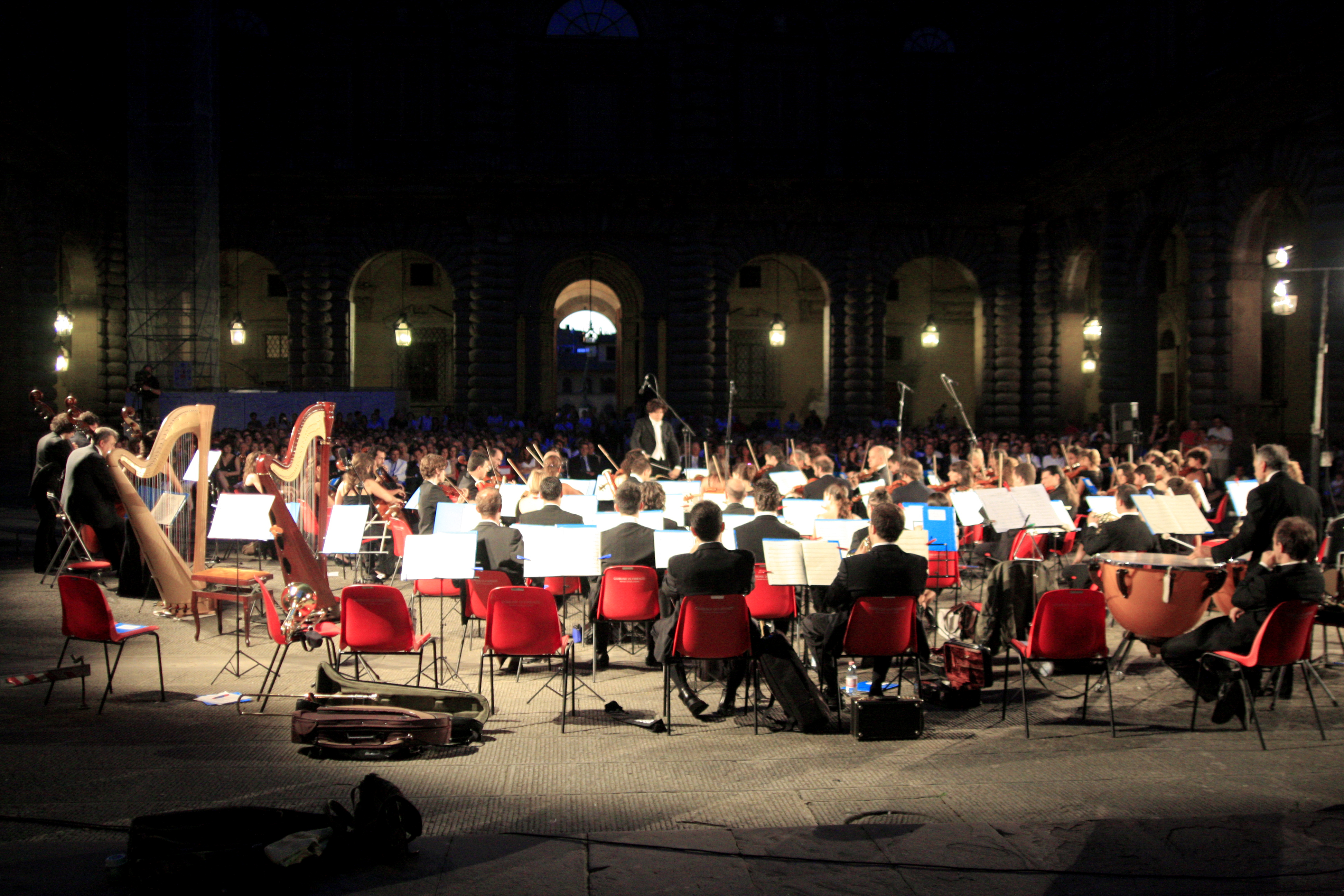
Burbi e I Filarmonici di Firenze

È autore di oltre 800 opere, fra musica sinfonica, musica da camera, musica sacra, musiche di scena per il teatro, balletti e colonne sonore. Ha scritto l'opera "Eros e Thanatos" su testo di Liliana Ugolini. Il suo balletto "Minotauro: un'altra verità", con coreografie di Alberto Canestro, ha vinto il primo Premio Culturale Luciano Bonaparte Principe di Canino nel 2012. Le sue opere sono state eseguite nel 2012 all'Estate Fiesolana ed al Festival Pucciniano di Torre del Lago, con notevole successo di pubblico e di critica.
L'8 giugno 2017, in occasione del 130° anniversario dell'inaugurazione della facciata della Cattedrale di S. Maria  del Fiore di Firenze, gli è stato commissionato il brano Pater Noster, eseguito con la stessa formazione bandistica che accompagnò  nel 1887 la cerimonia di svelamento del nuovo aspetto della chiesa più importante della città.

## Composizioni

### Musica da camera
1974
- Minuetto in fa maggiore per pianoforte
- Minuetto in do maggiore per pianoforte
- Adagio ed Allegro per pianoforte
- Fantasia per pianoforte
- Marcia Funebre per pianoforte

1975
- Sonata per pianoforte
- Partita per violino solo
- Invenzione a due voci per pianoforte in la minore
- Andantino senza parole dedicato a Susanna Rigacci
- Sonata per corno e pianoforte
- Passacaglia per due pianoforti
- Sonata per corno
- Preludiando
- Invenzione a due voci in do minore

1976
- Invenzione a due voci per viola e violoncello
- Canzone
- Ricercare a quattro
- Capriccio per pianoforte
- Pastorale per organo
- Preludio per pianoforte
- 2 Corali e Preludi
- Canone per due flauti
- Aria con recitativo per pianoforte
- Invenzione a due voci in do minore

1984
- Sonata per violino e pianoforte
- Trio n. 1 per flauto, viola e pianoforte
- Quartetto zero per archi

1985
- Serenata per tre violini
- Minuetto per trio d'archi
- Duetto in la minore per due violini
- Andantino per flauto e pianoforte.

1986
- Trio per clarinetto, viola e pianoforte
- Minuetto per tre violini
- Lied per baritono, pianoforte e violino
- Duetto per flauti.

1988
- Serenata per violino solo.

1989
- In ricordo di Karl per 2 violini e violoncello
- Trio per flauto, viola e pianoforte

1990
- Quartetto n. 1 per archi
- Lied su testo di Rodolfo Tommasi
- Lied su testo di Marcello Fabbri
- Lied "To Jane " su testo di Shelley per due soprani e pianoforte.

1992
- Trio per flauto, violoncello e pianoforte.

1993
- Trio per flauto, violoncello e pianoforte
- Quartetto n. 2 per archi

1994
- Andantino in quartetto
- Duetto
- Andantino
- Trio per flauto, violoncello e pianoforte
- Quartetto n. 2 per archi

2007
- Serenata per tre chitarre
- Quartetto per archi n. 3.

2008
- Ricordi d'inverno: foglio d'album per pianoforte

2010
- Tema del ricordo per flauto ed arpa dal film "Annigoni"

2011
- Ciarda per mandolino e pianoforte
- Introduzione e Danza per violino e pianoforte
- Annigoni Suite per violino e pianoforte
- Largo per oboe, violino ed organo
- Elegia per clarinetto e pianoforte
- Adagietto per violoncello e pianoforte
- Tema del ricordo per flauto e chitarra dal film "Annigoni"

2014
- Quartetto n. 4
- Duo for Kaunas per violino e pianoforte
- Quartetto n. 5
- La sabbia del deserto per violino e pianoforte

2015
- Trio antico
- Mater (in morte di mia madre) per 8 violoncelli

2016
- Il regno dei ghiacci per violino e viola
- Meditazione per due violoncelli

2018
- Tarantella italiana per soprano, chitarra, fisarmonica, violino, violoncello  e pianoforte
- Tarantella per chitarra, fisarmonica, violino, violoncello  e pianoforte
- Tango del lago per chitarra, fisarmonica, violino, violoncello  e pianoforte
- Mobile orchestra per chitarra, fisarmonica, violino, violoncello  e pianoforte
- Revolution per chitarra, fisarmonica, violino, violoncello  e pianoforte

### Opere
1974
- La Tempesta: quadri d'opera su testo di Serenella Fallani.

1976
- Edipo Re: quadri d'opera su testo originale di Sofocle

2011
- Eros e Thanatos su testo di Liliana Ugolini

### Musical
2017
- Faust, libero adattamento dal "Faust" di W. Goethe, su testo di Stefano Burbi.

2018
- Dismas, su testo di Stefano Burbi

2019
- The Canterville Ghost, libero adattamento dall'omonimo racconto di O. Wilde, su testo di Stefano Burbi

2020
- Animal Farm, libero adattamento da "Animal farm" di G. Orwell, su testo di Stefano Burbi.
- Big Brother, libero adattamento da "1984" di G. Orwell su testo di Stefano Burbi

### Musica sacra
1974
- Notte di Natale per coro

1975
- Preludio per organo

1984
- Stabat Mater per due soprani ed archi

1985
- Requiem in re minore per soli, coro ed orchestra
- Kyrie di San Gervasio per coro ed orchestra

1994
- Recordare per soprano, contralto, tenore, basso ed archi
- Rex Tremendae per basso ed archi
- Benedictus per archi

2006
- Agnus Dei per soli, coro ed orchestra

2008
- Messa di San Lorenzo per soli, coro ed orchestra
- Canto dell'Apocalisse: n. 1 Ecce venit cum nubibus
- Canto dell'Apocalisse n. 2 Et cum aperuisset.

2009
- Canto dell'Apocalisse n. 3 Ecce venio
- Pater Noster per tenore ed orchestra
- Ave Verum: mottetto per coro ed archi
- Ave Maria per tenore ed orchestra
- Ave Maria per soprano ed orchestra
- Passio Christi
- Alleluja.

2010
- In Paradiso (In memoria di Don Dante Bucciarelli) per soprano, coro ed archi
- Kyrie per coro ed orchestra

2011
- De Profundis per soprano, coro ed archi
- Miserere per basso, coro ed orchestra
- Salve Regina per soprano, coro ed orchestra
- Requiem per soprano, basso, coro ed orchestra
- In Paradisum deducant te Angeli per basso, coro archi e timpani
- Duetto del Volto Santo per soprano, basso ed orchestra

2012
- Magnificat, per soli, coro ed orchestra
- Stabat Mater per soprano, coro ed orchestra
- Tu es Petrus per soli, coro ed orchestra
- Te Deum per soli, coro ed orchestra
- Le Sette parole di Gesù sulla croce per tenore, basso, coro ed orchestra

2013
- La stella cometa per tenore, coro ed orchestra
- Litanie Lauretane per basso, coro ed orchestra
- Recordare Jesu Pie per soprano, basso, coro ed orchestra
- Veni Creator Spiritus per coro ed orchestra
- Panis Angelicus per tenore, coro ed archi
- Dixit Dominus per coro ed orchestra
- Sub tuum praesidium per tenore, coro ed orchestra
- Notte di luce per soprano, coro ed archi

2014
- Salmo 42 per soprano e coro
- Kyrie solemnis per soli, coro ed orchestra
- Medjugorje per coro ed orchestra
- Regina Coeli per tenore, coro ed orchestra

2015
- Sanctus Dominus Deus per soprano, oboe ed archi
- Dies irae dies illa per coro ed orchestra
- Kyrie eleison per soprano, oboe ed archi
- Cibavit eos per tenore, coro ed orchestra
- Angele Dei per soprano, coro ed archi
- Preghiera per la Vergine per soprano, coro ed orchestra
- Sancta Maria per tenore, coro ed orchestra
- Missa brevis per soli, coro ed orchestra
- Corpus Domini per soprano, coro ed orchestra
- O salutaris hostia per tenore, coro ed archi
- Canto di Natale per coro ed orchestra

2016
- Missa Benedicti per soli, coro ed orchestra
- Canto dell'Apocalisse n. 4
- Kyrie di Westminster per soprano, coro ed orchestra
- Ave Regina per coro ed orchestra
- In Paradisum per tenore, coro ed orchestra
- Fantasia per organo
- Hail gladdening Light per soprano, coro ed orchestra
- Nunc dimittis per coro
- Alma Redemptoris Mater per coro ed archi
- Santo Padre per soprano ed orchestra su testo di Luigi Mosello
- Kyrie a due voci per soli e coro
- Dona nobis per soprano, coro ed orchestra

2017
- La Sagrada Familia per soli, coro ed orchestra
- Mariye per basso , coro ed orchestra
- Canto dell'Apocalisse n. 5

2018
- Kyrie in tempore belli per coro ed orchestra

2021
- Messa di San Giovanni per soli, coro ed orchestra
- Rex tremendae majestatis per coro ed orchestra
- Non praevalebunt per coro ed orchestra
- Missa ex voto per basso, solo ed orchestra

2023
- Kyrie brevis per basso, coro ed orchestra
- Otche Nash (Pater Noster) per basso, coro ed orchestra

### Musica sinfonica, corale, vocale e da film, balletti, musiche di scena per il teatro
1976
- Ricercare sul tema del re

1984
- Minuetto in fa maggiore

1986
- In memoria

1989
- Preghiera

1991
- Serenata "A Carmela" per archi

- Adagio con molta espressione per clarinetto, viola ed orchestra.

1992
- Tempo di Minuetto per clarinetto, viola ed orchestra,
- It 's only a good-bye: aria per soprano ed orchestra,
- Marcia Nuziale

1993
- Adagio per violino, viola ed archi (denominato "Per Firenze")
- Concerto n. 1 per archi (Di "Richmond Hill"),
- Corale
- Foglio d'album su tema di Carmela
- Serenata d'estate
- Fuga

1994
- Annigoni: Portrait of an Artist: colonna sonora per il film di produzione italo-canadese
- Suite n. 1 per archi
- Suite per orchestra (degli Addii)

1996
- Doppio concerto per pianoforte, violino ed archi
- Ninna Nanna.

1997
- In memoria di Margo.

2007
- Preludio per oboe, pianoforte, voce ed orchestra
- Introduzione
- Tempesta: poemetto sinfonico
- Nostalgia
- Visione
- Marcia dei Burattini
- True love: aria senza parole dedicata a mia moglie Carmela
- Valzer
- Notturno per archi
- Ricordo di mio padre
- C'era una volta: favola in musica
- La bottega dell'orologiaio
- Preludio Concertante.

2008
- Inno alla Libertà
- Quasi una serenata
- Giovanni's Theme
- Musiche per il film: Il Signor B
- Adagio per archi
- Annigoni Suite n. 1

2009
- Musiche per lo spettacolo "One more time" di Cripton
- Scene al crepuscolo
- Una sera d'estate
- Valzer su tema di Giovanni
- Voci da lontano per coro ed orchestra
- Interludio
- Profezie per coro ed orchestra
- Inno della Rondinella
- Goal
- Stadio
- Canto per la Fiorentina
- Valzer Siciliano
- Colonna sonora del cortometraggio di Maurizio Montagni "Scarpe d'autore"
- Figlia del sogno
- Il giardino perduto
- Ninna Nanna
- Passacaglia
- Largo per oboe ed archi
- Musiche di scena per la "Maria Stuarda" di Schiller e balletto
- Adagio
- Ouverture teatrale
- Shalom

2010
- Ascensione
- Romanza per violino ed archi
- Canto di Fraternità
- Valzer di mezzanotte
- Polvere di stelle
- Artisti di Strada
- Promenade
- Colonna sonora del film "La Princesa de Norman"
- Ricordi
- Visioni dell'Est
- Stornello
- Colonna sonora del cortometraggio "Amore e Potere"
- Leggende del Lago
- Canto della Notte su testo di Chiara Alivernini
- My dreams su testo di Chiara Alivernini
- My Lord (Parole di Stefano Burbi)
- Fate e Streghe
- Il vento dell'avventura
- Il Sabba delle Streghe
- La Notte di ghiaccio (per la giornata della Memoria)
- La ballerina di madreperla
- Musiche per il Balletto di Alberto Canestro "Minotauro: Un'altra Verità"

2011
- La bottega dei sogni
- Aggiunta al Balletto "Maria Stuarda": Danza del male (per la ripresa a Viareggio del 13 aprile 2011)
- Aggiunta al Balletto "Maria Stuarda": Danza del corteggiamento (per la ripresa a Viareggio del 13 aprile 2011)
- Canzona
- Intermezzo
- Incantesimi
- Inno del Galluzzo
- Suite Barocca
- Himalaya
- Rinascimento
- America
- La terra perduta
- Il tango delle rose
- Danza antica per flauto ed archi
- Voyager
- Nel paese dei balocchi: Suite
- Il tempo degli eroi
- Elegia di novembre
- Elegia d'Oriente
- Tango
- Tema di Myriam
- Fantasia per violoncello ed orchestra
- La grande muraglia
- Tema della madre
- Ciaccona
- La torre di Babele: divertimento per orchestra
- Tarantella
- Quasi un racconto
- Tema dell'intrigo
- Adagietto
- Violoncello solo
- Fiore di loto
- Minuetto antico
- Canzone dal passato
- Carmela's Theme
- Habanera
- Memorie
- Luce
- Largo per flauto, violino ed archi
- Paesaggio d'inverno
- Migrare
- Orizzonti
- Voci dal deserto
- L'albero bruciato
- Moon Serenade
- La tua voce
- Suite n. 2 per archi
- Suite n. 3 per archi

2012
- Balletto "Maria Antonietta" su coreografie di Alberto Canestro
- Anghiari
- Alle porte del cielo
- La rosa del deserto
- Inno alla Natura
- Gli occhi di una vita
- Tango di primavera
- Winter Theme
- Annigoni Suite n. 2
- Scherzo Sinfonico
- La Foresta Nera
- Mirage
- Valzer delle foglie
- valzer della luna
- La giostra
- Movimento per piano
- Ombre
- Middle Ages
- Introduzione e Minuetto
- The Magician
- Valzerino
- Celtic
- Revolution
- La Siciliana
- Suite di danze
- Silenzi
- Tema di Cristina
- Orchestrando
- Tu mi mancherai

2013
- We shall sing
- Camelot
- Cosmos
- Scotald's Hills
- Passaggio ad Oriente
- La Gioconda
- La battaglia
- Seventeen
- Il Furto della Gioconda
- Il Paradiso Perduto
- Gregoriano
- Il Fiorino di Penko
- La gara
- L'occhio del drago
- Atlantide
- Tema dell'orafo
- Moto perpetuo
- Esedra
- Barcarola
- Old time
- La stanza del principe
- Vitruviana
- Souvenir
- Symbola
- Green
- Red
- Riflessi d'archi
- Valzer della neve
- La stella del nord
- Violet
- Ahae
- Black and White
- Endless
- Mosaico
- La Danse
- Preludio alla sera
- Marcia dei Dragoni
- Elegiaco
- Blue
- Canto del Fuoco
- Larghetto
- Serenade
- Il giardino ritrovato
- Come pregare

2014
- La cattedrale di sabbia
- Black
- Foibe
- La sabbia del deserto
- Monologo
- Veneziana
- Alone
- Ascesa
- Challenge
- Cleopatra
- Colonna Sonora per il film di David Battistella "Luce e spirito"
- Petraia
- Timeline
- Arioso
- Dedalo
- Dialogo
- Domino
- I ciliegi di Hirosaki
- Memories
- Orfeo
- Canto della vita e della morte
- Enigma
- Le profezie di Malachia
- Mystery
- Romeo e Giulietta
- The castle of dreams
- Nostradamus
- B.A.C.H.
- Beati mundo corde
- Colosseum
- Flamenco
- la quattro virtù cardinali
- Ode to the West Wind
- Oriente eterno
- Sole luna
- Ulisse

2015
- Adagio mesto
- Foglio d'album
- Nassiriya
- Rachem
- Rondeaux
- Tema di Corradino
- Vivaldiana
- Canto del Cigno
- Canzone latina
- Gold and silver
- Heroes
- Hiram
- Il Settimo Sigillo
- Lied
- 9 Maggio
- Air
- Circus Waltz
- Diadema
- Kenya
- Renaissance
- Sarabanda
- Sunset
- Tema di David
- Transizione
- Canto Goliardico
- Grey
- Oiseaux
- Tema in La
- Autunno
- Bachiana
- Mobile Orchestra
- Narciso
- Serenata Blues
- Simple Melody
- Bataclan
- Danza del Pavone
- Suite n. 4 per archi
- Tango Argentino
- Veris leta facies
- Ecce gratum

2016
- Exodus
- Fallen Angels
- Forever
- Gotico
- Il giardino dei giusti
- Adagio con espressione
- Attesa
- Concerto Grosso
- Everest
- I giardini dell'Eden
- Il volo dell'angelo
- Unsaid words
- Viva Fiorenza
- Awake!
- Heaven's door
- Leggende Irlandesi
- L'isola del tesoro
- Pandora
- Alfa
- Black sea
- Il segreto dell'imperatore
- La leggenda del samurai
- Delta
- Il tulipano nero
- La sorgente del Nilo
- Missing
- Profumi di Ribera
- Valzer triste
- Beta
- Dulce solum
- Gamma
- La leggenda del Fiume Azzurro
- Tango della settima luna
- Broken dreams
- Horizon
- Darkness
- Fairy Tale
- Marcia Funebre
- Pater Noster (trascrizione per banda)
- Pianissimo
- Shadow

2017
- Adieu
- Dance
- Discovery
- East West
- Il Viaggio
- Colonna sonora per il cortometraggio "Koi" di Luigi Barbato
- Metamorfosi (Omaggio a Escher)
- Danza dei Folletti
- Tema del sogno
- Decadence
- Il cigno nero
- Le lanterne di Pechino
- Silver Moon
- Ultimo Valzer
- Il regno della notte
- Il volo della fenice
- La canzone dell'eroe
- Ostinato
- Piccola serenata Notturna
- Dr. Faust's Song
- Liberi, su testo di Nuccio Firrarello
- Tema di Antonio
- Il terzo tempo
- Limitless

2018
- Alle cinque della sera su testo di Garcia Lorca
- La dulce queja
- Le temps de l'amour su testo di Stefano Burbi
- Luz
- Noche del amor insomne
- Notturno spagnolo
- Poesia
- Snowbird
- Tango della sera
- Tre scene per il Pifferaio di Hamelin, su testo di Stefano Burbi
- Andalusia
- Ballata irlandese
- bassel
- Il regno degli elfi
- La voce dell'amore
- Ambience
- Bibit ille
- Black town
- il mago
- Joy
- Rinascita

2019
- Capitano per sempre (Omaggio a Davide Astori)
- Il ladro di sogni
- In ricordo di Alessandro
- Luci di autunno
- Masquerade
- Utopia
- War Machine per il balletto "Leonardo Visionario" di Marga Nativo
- Winter Waltz
- Youth
- Belfagor
- Fog and rain
- Frammenti d'amore
- Il Monte dei Titani
- Ispirazione
- La ballata del vecchio marinaio
- Notre Dame su testo di Stefano Burbi
- Peace March
- Remember
- Vocalizzo
- I figli del male
- Il figlio del demone
- Nel mito
- Stand up
- Tears
- Parabola
- Tristezza
- Vade retro

2020
- Il tempo
- The new world
- Always
- Imprevedibile
- Inno alla Fratellanza
- La leggenda di Orione
- Marzo 2020
- The beauty
- The future never waits
- Tu ed io su testo di Stefano Burbi
- Welcome to the future
- Dominus
- Il dono
- Never
- Sahara
- Winter Shadows

2021
- Wiener Waltz
- Danza delle rose
- Paradiso XXXIII
- Sine die
- Sogno barocco
- Spring time
- Andante in la minore
- Arrivo alla cima
- Chess
- Dio e la montagna
- L'uomo e la montagna
- Mit Mozart
- Non abbiate paura
- Sagittario
- Sirolo
- Tema della montagna
- Thinking of you
- Verona
- Never surrender
- Si vis pacem para bellum
- Vox populi

2022
- Ancora Italia
- Angel's Theme
- Canto di libertà
- Ecce gratum et optatum
- Light and shadow
- The box of dreams
- Adagio in memoria di Angelo
- Anatema
- Concerto Barocco
- Excalibur
- Inferno XXXIII
- Lettere dal cielo
- L'orologio del destino
- Francesco e Maria
- We will meet again

2023
- Fil rouge
- Piccolo Concerto Grosso
- Angel Tears
- Concerto per pianoforte ed orchestra
- L'Homme Armé Suite
- Mélancolie
- Albatros
- April Tears
- Fanfara per una marcia
- Fiat lux
- Hope
- Il tramonto dei profeti
- Infiniti: trailer
- Para bellum
- Take me home
- Tema dell'infinito: Intro
- The shores of Heaven
- Phoenix

2024
- Adagio in sol minore
- Angel Wings

## Opere letterarie
- Stefano Burbi, Ho spolverato l'uomo, Firenze, Lo sprone, 1972.
- Stefano Burbi, Frammenti di eterno, Libroitaliano World, 2006, ISBN 9788878652163.

## Premi e riconoscimenti
- Nel 1996 le musiche composte da Stefano Burbi per il documentario "Annigoni: Portrait of an Artist" hanno ricevuto il premio come migliore colonna sonora per documentari dal Festival Internazionale del Documentario di Toronto (Hot Docs);
- Nel 1996 Menzione d'onore al Festival del Cinema di Chicago;
- Premio Apoxiomeno 2016 per la categoria musica dedicata alle forze dell'ordine e alle vittime degli Attentati di Nāṣiriya[3];
- Nel 2019 è stato insignito del Premio delle Arti "Fiorentini nel mondo" per la Sezione "Arti Sonore" per il 2018[4];
- Nel 2021 ha ricevuto il Premio Internazionale Rocca d'oro  di Serrone[5] e il Premio Franco Enriquez nella categoria Compositori e Direttori d'Orchestra[6].